# رویال پالم رانچز، فلوریدا
رویال پالم رانچز (به انگلیسی: Royal Palm Ranches) یک منطقهٔ مسکونی در ایالات متحده آمریکا است که در شهرستان براوارد، فلوریدا قرار دارد. رویال پالم رانچز ۰٫۸ کیلومتر مربع مساحت و ۲۹۴ نفر جمعیت دارد.